# Alambari
Alambari este un oraș în São Paulo (SP), Brazilia.